# 리비아해
리비아해(아랍어: البحر الليبي)는 지중해의 일부로, 고대 리비아의 아프리카 해안 북쪽이다. 크레타섬 남쪽에 위치한 리비아해 지역은 남크레타해(그리스어: Νότιο Κρητικό Πέλαγος)로도 알려져 있다.